# 鰺坂二夫
鰺坂 二夫（あじさか つぎお、1909年2月8日 - 2005年5月12日）は、日本の教育学者。京都大学名誉教授。

## 経歴
鹿児島県加世田市（南さつま市）出身。教育者小原國芳の長兄の次男として誕生し、叔父國芳の養子となる。鹿児島県立第二鹿児島中学校 (旧制)を経て、國芳が校長を務めた旧制成城高等学校を卒業した。1932年京都帝国大学文学部教育学科卒業。その後國芳の娘と結婚し、國芳が養子に入っていた鰺坂家を代わって相続した。静岡県視学官、東京農業教育専門学校教授、鹿児島大学教授を経て、1959年京都大学教育学部教授。1972年に定年退官、名誉教授となる。その後、甲南女子大学学長、文部省教育職員養成審議会会長を務めた。
実弟に明星大学学長を務めた児玉三夫、子に関西大学名誉教授の鰺坂真がいる。

## 著書
- 『ペスタロッチーの教育思想』玉川学園出版部 玉川文庫 1932
- 『ルソーの教育思想』玉川学園出版部 玉川文庫 1932
- 『デューイの教育学』玉川出版部 1947
- 『子どもとは 愛と真実の教育』ひかりのくに昭和出版 ママ・ぶっくす 1956
- 『こどもの学習としつけ』民主教育協会 IDE教育選書 1958
- 『教育学』ミネルヴァ全書 1965
- 『子どもの家庭教育』筑摩書房 グリーン・ベルトシリーズ 1965
- 『教育ママ』筑摩書房 グリーンベルト・シリーズ 1968
- 『あなたの子の幸せのために』三晃書房 家庭教育選書 1970
- 『わが心の出会い 愛と美と人生』PHP研究所 1972
- 『あなたの子の幸せのために 続（おそるべき子どもたち）』三晃書房 家庭教育選書 1974
- 『教育原論』玉川大学出版部 1976
- 『子どもが危ない! 教育に愛と心を』PHP研究所 1976

### 共著・編著
- 『子供の心理としつけ』園原太郎共著 光生館 生活科学双書 1958
- 『教職セミナー 教育用語』編著 ミネルヴァ書房 1966
- 『教職セミナー 教職教養』編著 ミネルヴァ書房 1966
- 『保育学概論』筧田知義、中島誠共編 ミネルヴァ書房 教育学選書 1967
- 『現代教育方法学』稲葉宏雄、天野正輝共著 ミネルヴァ書房 教育学選書 1973
- 『教員採用試験教育用語・法規』編 ミネルヴァ書房 1979
- 『教育の歴史 理想的人間像を求めて』岡田渥美共編 ミネルヴァ書房 TP叢書 1980
- 『教育方法学の位相と展開』編著 福村出版 1987
- 『子どもからの教育・学校をめざして』編著 文化書房博文社 1997

### 翻訳
- ジャン・ジャツク・ルソー『ルソーのエミール』玉川学園出版部 玉川文庫 1932
- 『ペスタロッチー全集 第6巻 育児日記』玉川学園出版部 1936
- 『ペスタロッチ全集 第3巻 ゲルトルートは如何にしてその子等を教うるか』玉川大学出版部 世界教育宝典全集 1952